# Pithak Tipjan
 Pithak Tipjan tailandês: พิทักษ์ ทิพย์จันทร์ (Lopburi, 4 de setembro de 1998) é uma jogador de vôlei de praia tailandês.

## Carreira
Na infância se inicia sua trajetória no voleibol de quadra (indoor) estudar na
escola Ban Butasong, na província de Nakhon Ratchasima. Mapitak começou a voltar a jogar vôlei durante o ensino médio. 6 com
Wat Don Tum Escola Secundáriana temporada 2017-18, quando atuou pelo Samanan Ratchaburi.Na temporada 2020-21, na posição de oposto, esteve vinculado ao Prince VC.
Em 2021, formou dupla com Phanupong Thanan e terminaram em quinto lugar fase final da Continental Cup realizada em Nakhon Pathom.Na mesma temporada alterna de parceria e compete com Poravid Taovato na edição do Campeonato Asiático de 2021 em Phuket e terminaram na nona posição.
Com Poravid Taovato obteve a medalha de prata nos Jogos do Sudeste Asiático de 2021 em Hanói, realizados no ano de 2022 e o nono lugar também  no Campeonato Asiático em Roi Et. Juntos atuaram no circuito asiático, e alcançaram a nona posição nas etapas de Samila e Bandar Abbas, ainda competiram juntos no circuito mundial de 2022, e conquistaram a nona posição no Future de Songkhla, os décimos terceiros lugares nos Futures de Ios e Budapeste, décimo sétimo lugar no Challenge de Torquay,  o vigésimo quinto lugar no Challenge das Maldivas e o trigésimo terceiro no Challenge do primeiro evento em Dubai e obtiveram a primeira medalha de ouro no Future na Baía de Subic em Olongapo. Nos Jogos Asiáticos de 2022, participou da competição com sua dupla Poravid Taovato, onde terminou em nono lugar.
Em 2023, esteve novamente com Poravid Taovato,  e terminaram em terceiro na etapa de Penghu do circuito asiático, foram os segundos colocados na Continental Cup do Sudeste Asiático e medalhistas de prata no Campeonato Asiático de 2023 em Fuzhou, já no circuito mundial, foram medalhistas de prata no Future de Futures Coolangatta Beach, quinto no Future de Satun, trigésimo terceiro lugar no Challenge de Jūrmala, décimo lugar nos Challenges de Espinho, Goa e Nuvali, vigésimo quinto lugar no Challenge Edmonton, vigésimo primeiro lugar no Elite 16 de Montreal, décimo nono no Challenge de Chiang Mai e a nona posição no Challenge de Haikou. Disputaram ainda a edição do Campeonato Mundial de Vôlei de Praia de 2023 nas cidades mexicanas de Tlaxcala de Xicohténcatl,  Apizaco e Huamantla e terminaram na trigésima sétima colocação.

## Títulos e resultados
- Future de Olongapo do Circuito Mundial de 2022
- Future de Coolangatta do Circuito Mundial de 2023